# Ulrich von Jungingen
Ulrich von Jungingen (Jungingen, 1360 – Grunwald, 15 luglio 1410) è stato un cavaliere medievale tedesco, ventiseiesimo Gran maestro dell'Ordine teutonico dal 1407 fino alla sua morte. La sua politica di confronto col Granducato di Lituania e con il Regno di Polonia sfociò nella guerra polacco-lituano-teutonica e portò al disastro dell'ordine, e alla sua morte, nella battaglia di Grunwald.

## Biografia
Nato a Jungingen, nella Germania del sud-est, Ulrich si spostò nel Ordenstaat in Prussia e risiedette prevalentemente a Schlochau (Człuchów). Egli divenne Komtur di Balga (1396–1404) e Gran Maresciallo e Komtur di Königsberg (1404–1407). Alla morte del fratello maggiore, il Gran Maestro Konrad von Jungingen, nel 1407, Ulrich venne scelto come suo successore nel titolo di Gran Maestro dell'Ordine Teutonico.
Ulrich guidò le forze teutoniche contro il Regno di Polonia e il Granducato di Lituania nella guerra polacco-lituano-teutonica. Ad ogni modo, egli rimase ucciso nella battaglia di Grunwald, nel 1410.
Il dipinto La Battaglia di Grunwald di Jan Matejko si suppone illustri il momento in cui Ulrich, vestito di bianco con una croce nera, viene ucciso dalla fanteria mentre tentava di attaccare Vitoldo, Granduca di Lituania.

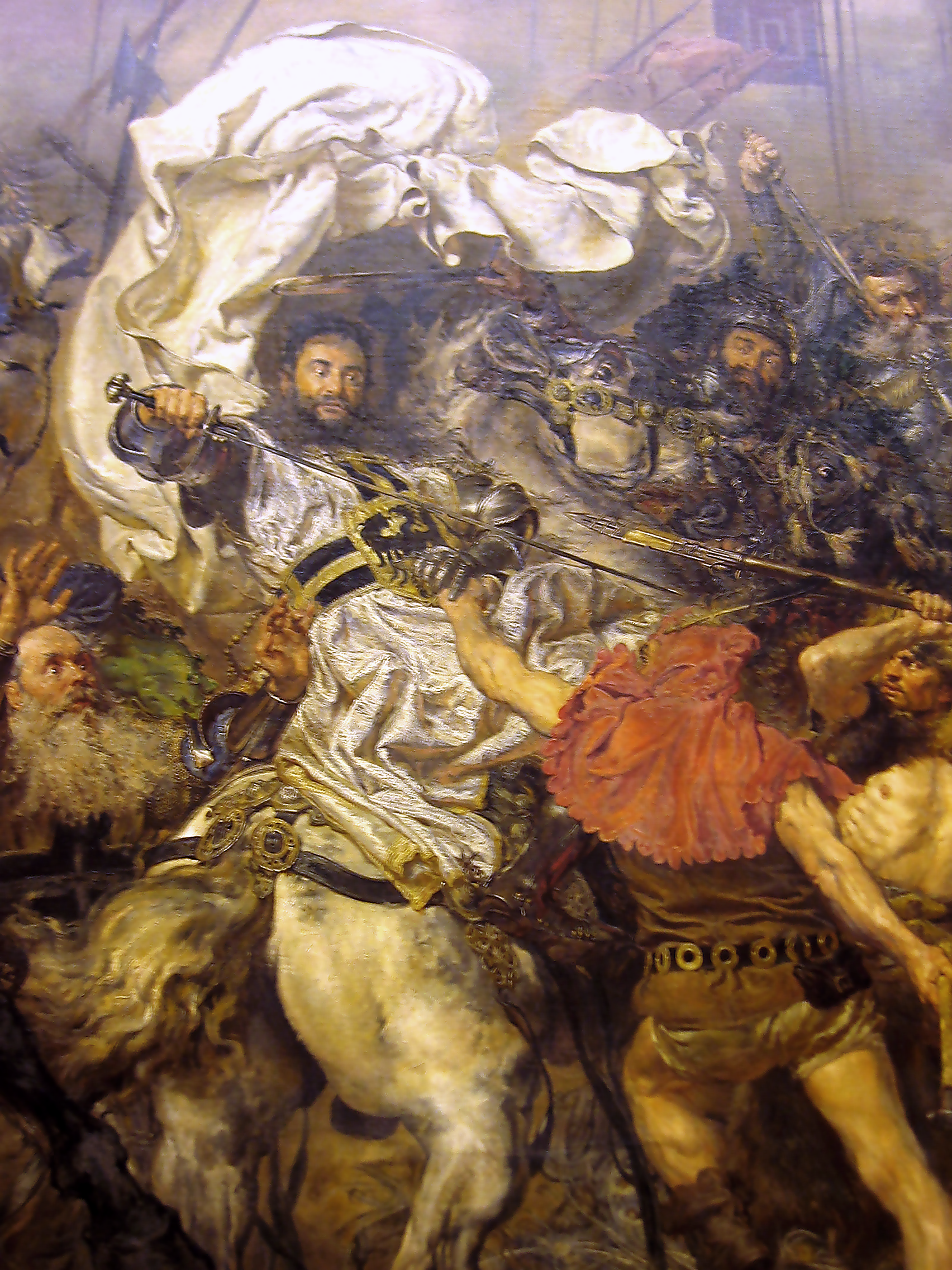
Morte di Ulrich von Jungingen, dettaglio dell'opera di Jan Matejko